# アンドレス・チカイサ
ルイス・アンドレス・チカイサ・モラレス（Luis Andrés Chicaiza Morales , 1992年4月2日 - ）は、エクアドル・インバブーラ県オタバロ出身のプロサッカー選手。プリメーラ・カテゴリア・セリエAのLDUキトに所属している。ポジションはMF。

## 来歴
CDエル・ナシオナルのユースチームなどを経て、2012年にムシュク・ルナSCでプロデビュー。2013年シーズンにインバブーラSCでシーズン8ゴールを決め、2014年にLDUキトに移籍するも不出場に終わり、CDオルメドを経て2016年シーズンはCDテクニコ・ウニベルシダリオで36試合14ゴールを記録。更に2017年から2年間はデルフィンSCでプレーし、2シーズンで20ゴールを記録。2019年にLDUキトに復帰したものの、26試合ノーゴールに終わった。

## エクアドル代表
2019年6月にエクアドル代表に初招集。同月1日のベネズエラ戦で代表デビュー。更にコパ・アメリカ2019の代表にも選出。同大会の攻撃陣の中心として期待されたものの、出場はグループリーグ最終戦の日本戦だけにとどまり、グループリーグ敗退に終わった。